# Prefettura di Hiroshima
Hiroshima (広島県?, Hiroshima-ken) è una prefettura giapponese di circa 2,8 milioni di abitanti, con capoluogo nell'omonima città Hiroshima. Si trova nella regione di Chūgoku, sull'isola di Honshū.

## Storia
La prefettura di Hiroshima si è formata con l'unione delle due antiche province di Bingo e Aki.

## Popolazione e città
Capoluogo della prefettura è la città di Hiroshima, tristemente famosa poiché colpita dalla prima bomba atomica lanciata il 6 agosto 1945.

### Città
- Akitakata
- Etajima
- Fuchū
- Fukuyama
- Hatsukaichi
- Higashihiroshima
- Hiroshima (capoluogo)
- Kure
- Mihara
- Miyoshi
- Onomichi
- Ōtake
- Shōbara
- Takehara

### Distretti paesi e villaggi
- Distretto di Aki

Fuchū
Kaita
Kumano
Saka
- Distretto di Jinseki

Jinsekikōgen
- Distretto di Sera

Sera
- Distretto di Toyota

Ōsakikamijima
- Distretto di Yamagata

Akiōta
Kitahiroshima